# Mateiaș
Mateiaș – wieś w Rumunii, w okręgu Braszów, w gminie Racoș. W 2011 roku liczyła 480 mieszkańców.